# Pteropus nitendiensis
La volpe volante di Temotu (Pteropus nitendiensis Sanborn, 1930) è un pipistrello appartenente alla famiglia degli Pteropodidi, endemico delle Isole Santa Cruz.

## Descrizione

### Dimensioni
Pipistrello di medie dimensioni, con la lunghezza della testa e del corpo tra 171 e 175 mm, la lunghezza dell'avambraccio tra 117,3 e 119,9 mm, la lunghezza delle orecchie tra 18,1 e 20,5 mm e un peso fino a 320 g.

### Aspetto
Il colore delle parti dorsali è giallo crema con la base dei peli bruno-nerastra, mentre le parti ventrali sono marroni brizzolate. Le spalle sono bruno dorate. Il muso è relativamente corto e più scuro del dorso, gli occhi sono grandi. Le orecchie sono di lunghezza media e strette. Le membrane alari sono attaccate sul dorso. La tibia è priva di peli. I maschi sono più scuri delle femmine ed hanno un ciuffo di peli brillanti intorno a delle ghiandole situate sui lati del collo. È privo di coda, mentre l'uropatagio è ridotto ad una sottile membrana lungo la parte interna degli arti inferiori.

## Biologia

### Comportamento
Si rifugia solitariamente o in piccoli gruppi nelle fronde degli alberi. È attiva prevalentemente di giorno.

### Alimentazione
La sua dieta è a base di fiori di mangrovia Bruguiera gymnorrhiza e frutta, raccolta principalmente nelle foreste primarie o secondarie ed anche in giardini.

### Riproduzione
Si tratta di una specie monogama. Le coppie di maschi e femmine si rifugiano singolarmente tra la vegetazione.

## Distribuzione e habitat
L'areale di questa specie è ristretto a Nendo, Temotu Neo e Tinakula, nelle Isole Santa Cruz.
Vive in giardini, nelle foreste primarie e secondarie su piccole isole costiere o nelle mangrovie.

## Tassonomia
In accordo alla suddivisione del genere Pteropus effettuata da Andersen, P. nitendiensis è stato inserito successivamente nello  P. pselaphon species Group, insieme a P. pselaphon stesso, P. insularis, P. pilosus, P. tuberculatus, P. vetulus, P. fundatus, P. tokudae e P. allenorum. Tale appartenenza si basa sulle caratteristiche di avere un rostro del cranio accorciato, sulla presenza di un ripiano basale nei premolari e di una cuspide aggiuntiva nei canini superiori.
Altre specie simpatriche dello stesso genere: P. tonganus.

## Conservazione
La IUCN Red List, considerata la ristrettezza del suo areale, il numero esiguo di siti dove risiedono e il continuo declino del proprio habitat, classifica P. nitendiensis come specie in pericolo di estinzione (Endangered).